# Casper ten Boom
Casper ten Boom (también llamado El Gran Abuelo De Haarlem, 18 de mayo de 1859 en Haarlem, Países Bajos) fue un relojero neerlandés arrestado por la Gestapo por esconder judíos durante la Segunda Guerra Mundial.

## Biografía
Escondió, junto a sus hijas Corrie y Betsie ten Boom, a los judíos en el Holocausto de la Segunda Guerra Mundial. Sus hijas fueron enviadas al campo de concentración de Ravensbruck donde Betsie ten Boom murió. Trabajó como relojero en Barteljorisstraat, en una parte de Haarlem, Países Bajos. Fue arrestado por la Gestapo por esconder a los judíos y diez días después (donde se llevaron también con él a sus hijas, Corrie y Betsie) murió el 10 de marzo de 1944 de tuberculosis.
- Datos: Q5049101
- Multimedia: Casper ten Boom / Q5049101